# 鱼类学
魚類學（英語：Ichthyology）屬於動物學分支之一，內容為魚類方面研究。包括了硬骨魚（Osteichthyes），軟骨魚（Chondrichthyes，譬如鯊魚、魟魚）和無顎魚（Agnatha）。以前許多種的魚類和脊椎動物被歸類在一起，這些物種已經過長時間的演化，產生生物多樣性，有些物種已被發現並加以描述，卻有更多的物種的生物特性和習性尚未被人類所了解。
與魚類學這門學問相近的科學，還有魚類分類學、海洋生物學、湖沼學和海洋學。

## 相關團體
- 香港魚類學會（香港特別行政區）
- 中国鱼类学会（中國大陸）
- 中華民國魚類學會（台灣）
- 日本魚類學會
- 韓國魚類學會
- 國際自然保護聯盟